# 伊丽莎白·冯·海靖

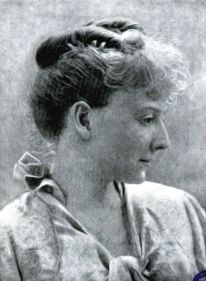
伊丽莎白·冯·海靖

伊丽莎白·冯·海靖（德語：Elisabeth von Heyking，1861年12月10日—1925年1月4日），德国作家。其丈夫海靖男爵为外交官，曾任德国驻华公使。

## 生平
她出生于德国卡尔斯鲁厄，父亲为普鲁士外交官阿尔贝特·冯·弗莱明（Albert von Flemming）伯爵，母亲阿姆加特·冯·阿尔尼姆（Armgard von Arnim）则是著名浪漫主义作家阿希姆·冯·阿尔尼姆与贝蒂娜·冯·阿尔尼姆夫妇之女。1881年，她与经济学家史蒂芬·普特利茨（Stephan Gans zu Putlitz）结婚。然而此后她开始与丈夫的大学同学海靖男爵频繁交往，最终引得丈夫自杀身亡。1884年，她与海靖成婚。此后她随海靖出使世界各地，曾在智利、印度、埃及、墨西哥、中国等地居住，留下了许多日记。1903年，她出版了畅销小说《他未曾收到的那些书信》（Briefe, die ihn nicht mehr erreichten），这也是她的代表作品。其晚年居住在克罗森城堡（Schloss Crossen）。
1925年去世。她的旅行日记在其死后被整理为《来自世界四方的日记》（Tagebücher aus vier Weltteilen）一书出版。